# Leucochloridium paradoxum
Leucochloridium paradoxum és una espècie de platihelmint trematode de la subclasse dels digenis, paràsit d'aus que empra els gastròpodes com a hostes intermediaris.

## Cicle vital

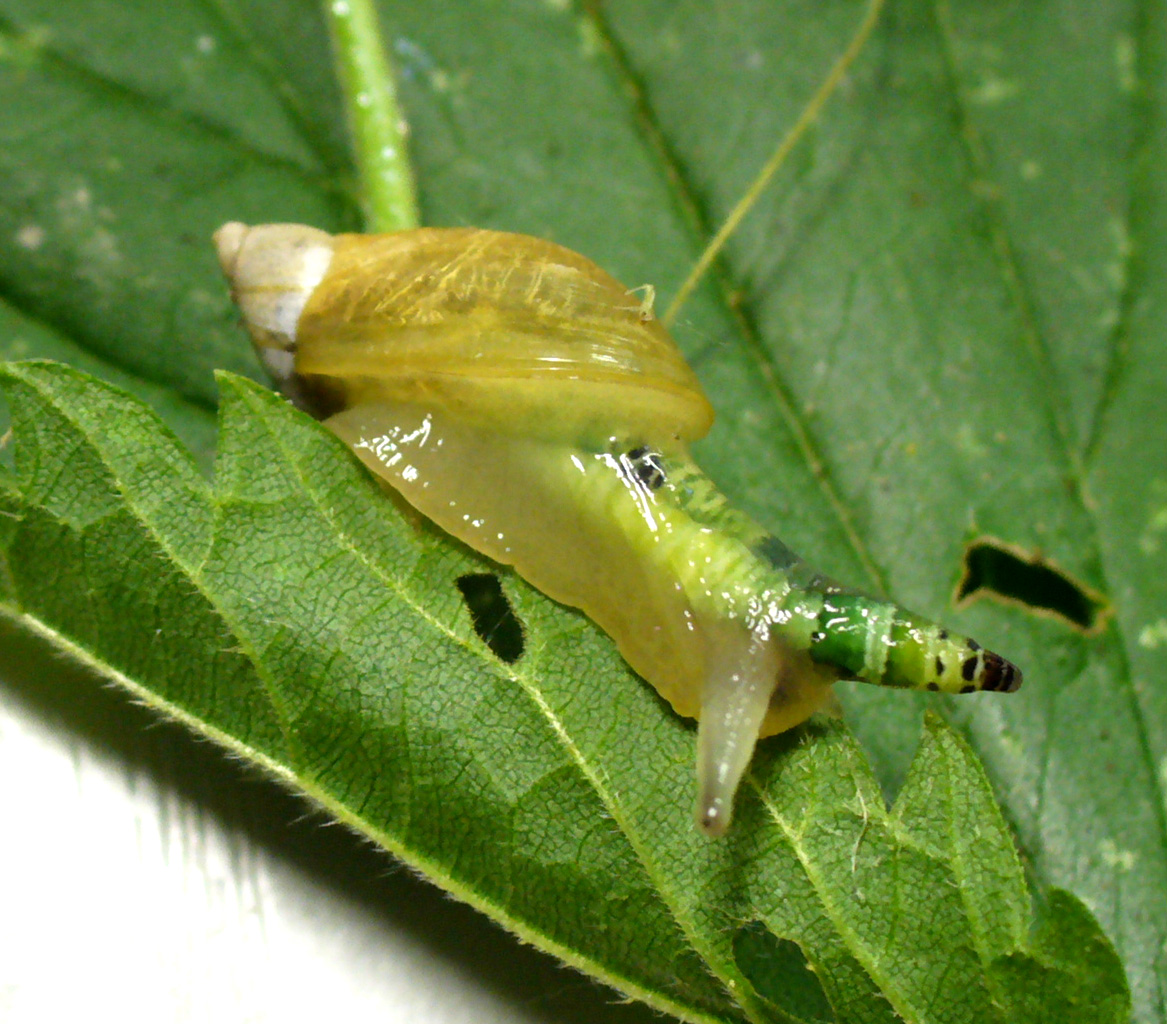
El cargol de terra Succinea putris amb Leucochloridium paradoxum dintre del seu tentacle esquerre

El platihelmint, en el seu estat larvari miracidi, viatja cap a l'aparell digestiu d'un cargol per transformar-se en la propera etapa, l'esporocist. L'esporocist creix en tubs llargs formant "sacs" plens de desenes o centenars de larves cercàries. Aquests sacs envaeixen els tentacles del cargol (preferentment l'esquerre si es troba disponible), causant una transformació brillant dels tentacles en una inflada i palpitant pantalla de colors que imita l'aparença d'una eruga o cuc. El sacs es contrauen i s'expandeixen en resposta a la intensitat lluminosa, mentre que no ho fan a la foscor. La infecció dels tentacles oculars sembla que inhibeix la percepció de la llum per part del cargol. Mentre que els cargols no infectats busquen llocs foscos per evitar la depredació, cargols infectats tenen un dèficit en la detecció de la llum i, per tant, són més propensos a ser exposats als depredadors, com les aus.
Les aus són els hostes definitius on les larves cercaria es converteixen en adults, a l'aparell digestiu de la mateixa au. Aquestes formes sexualment adultes es reprodueixen i ponen ous que s'alliberen de l'hoste a través de la femta. Aquests excrements després són consumits pels cargols per a completar el cicle de vida d'aquest paràsit.
El comportament del platihelmint és un cas de mimetisme agressiu, on el paràsit s'assembla lleugerament al menjar de l'hoste definitiu. Això augmenta l'entrada del paràsit en el cos de l'hoste.
Aquest cicle vital és similar al d'altres espècies del gènere Leucochloridium.

## Distribució
El Leucochloridium paradoxum va ser vist per primer cop a Alemanya.
Altres localitzacions inclouen: Noruega i altres.

## Hostes
- Hostes intermediaris:
  - Succinea putris
- Hostes definitius:
  - Aus
  - Taeniopygia guttata experimental[3]